# The Oaks
 (Avril 2025).
Motif : je doute de l'admissibilité de cette série qui n'a eu le droit qu'à un pilote. Peut-être qu'une mention dans Marchlands ou Le Secret d'Elise (qui adapte cette série en Angleterre & France respectivement) serait plus adapté ?
- Archive Wikiwix
- Bing
- Cairn
- DuckDuckGo
- E. Universalis
- Gallica
- Google
- G. Books
- G. News
- G. Scholar
- Persée
- Qwant
- (zh) Baidu
- (ru) Yandex
- (wd) trouver des œuvres sur Wikidata

| 1. | Préciser le motif de la pose du bandeau. | Précisez le motif de la pose du bandeau en utilisant la syntaxe suivante : {{admissibilité à vérifier\|date=avril 2025\|motif=remplacez ce texte par le motif}}               |
| 2. | Informer les utilisateurs concernés.     | Pensez à avertir le créateur de l'article, par exemple, en insérant le code ci-dessous sur sa page de discussion : {{subst:avertissement admissibilité à vérifier\|The Oaks}} |

The Oaks est une série télévisée américaine créée par David Schulner pour les chaînes Fox qui devait être diffusée entre 2008 et 2009.